# Малфеджан (дегестан)
Малфеджан (перс. مالفجان) — дегестан в Ірані, в Центральному бахші, в шагрестані Сіяхкаль остану Ґілян. За даними перепису 2006 року, його населення становило 6390 осіб, які проживали у складі 1893 сімей.

## Населені пункти
До складу дегестану входять такі населені пункти:
- Алі-Бейк-Сара
- Бала-Кала-Ґавабер
- Бар-Поште-Сар
- Біджар-Пошт
- Бідрун
- Біне-Корде
- Бутестан
- Галестан
- Ґалеш-е-Муша
- Ґіл-є-Муша
- Дазруд
- Дегбоне
- Діма-Сара
- Езбарам
- Зіяратґах
- Каль-Сар
- Карафестан
- Караф-Коль
- Кіш-Махале
- Колягдуз-Махале
- Лашкар'ян
- Лелам
- Малдег
- Малфеджан
- Намак-Рудбар
- Наяджі
- Новрузабад
- Паїн-Кала-Ґавабер
- Раджуразбарам
- Рубарабар
- Сара-Руд
- Сепардан
- Сіяхкаль-Махале
- Хушал
- Чуфолкі
- Чушал
- Шіркух-Махале